# Andèol del Vivarès
Andèol del Vivarès o Aniol, en francès Andéol du Vivarais (Esmirna, Anatòlia, segle II - Viviers, Gàl·lia, 1 de maig de 208) fou un religiós que va evangelitzar el sud de la Gàl·lia. Va morir màrtir i és venerat com a sant per diverses confessions cristianes. La seva festa és l'1 de maig o en molts llocs el 4 de maig.

## Biografia
Andeolus (el nom deriva del grec andros ("home, viril") i ol ("enèrgic")), havia nascut a Esmirna al segle ii i fou enviat per sant Policarp d'Esmirna a evangelitzar el sud de la Gàl·lia. Cap al 166 va arribar al que després fou conegut com el Vivarès. L'emperador Septimi Sever va passar per la regió i, en no voler rebutjar el cristianisme, el va fer matar l'1 de maig del 208 a Gentibus.

## Veneració

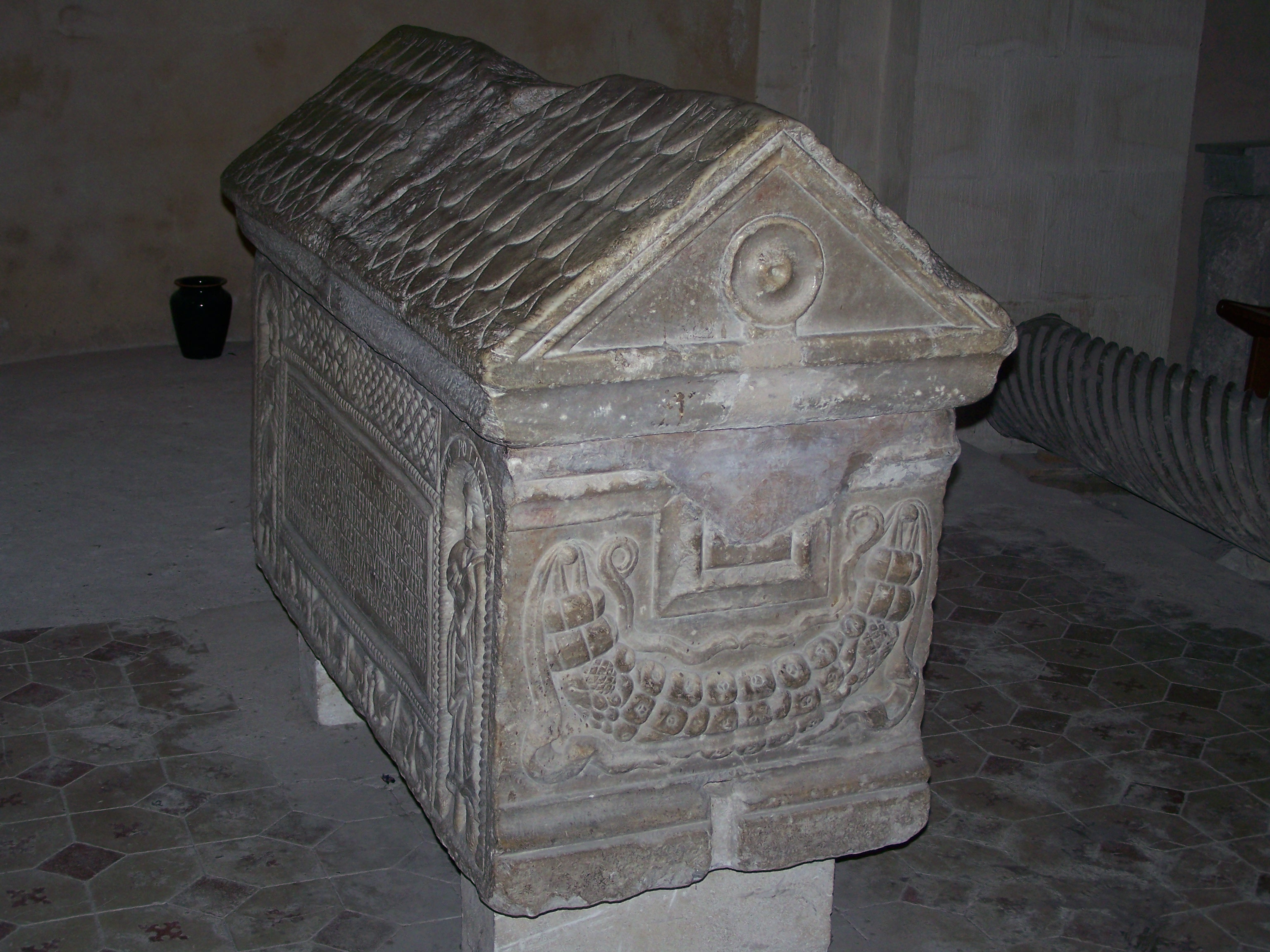
Sarcòfag de sant Andeol, a l'església de Bourg-Saint-Andéol.

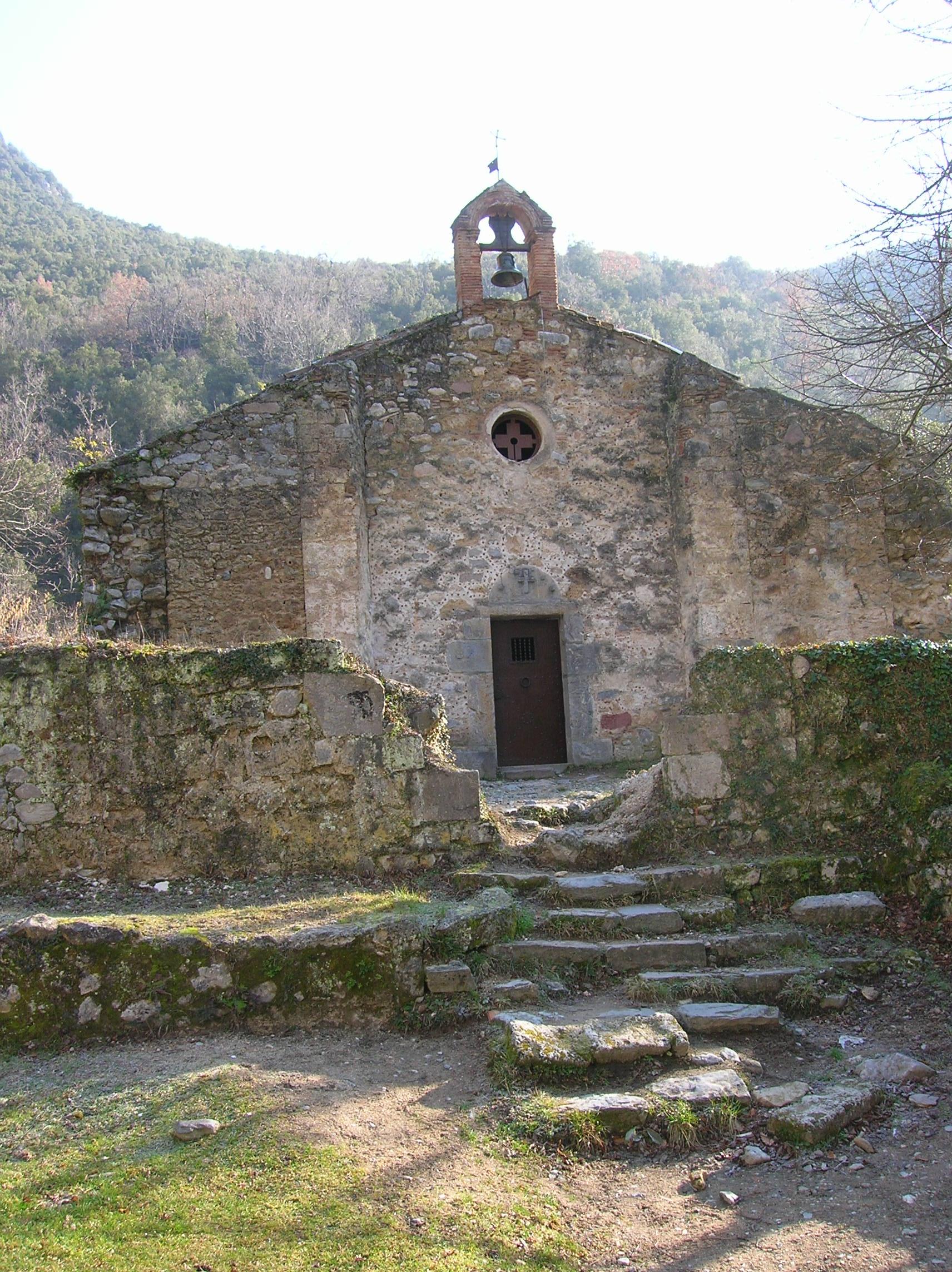
Ermita de Sant Aniol d'Aguja.

El cos d'Andèol fou llençat al riu Roine i recollit més avall per una dama romana rica anomenada Amícia Euquèria Túl·lia, que va fer construir un oratori de pedra sobre la tomba. Al segle v, arran de la invasió dels vàndals, les restes van ésser transportades a la vora de la Durença. Novament van ser traslladades, al primer quart del segle viii i arran de les expedicions dels sarraïns, al primitiu oratori de Gentibus per ordre del bisbe Beraví.
Oblidat el lloc, cap al 856 les restes es van redescobrir a Gentibus. Al segle xi el cardenal Lager, bisbe de Viviers, va fer construir una gran església en honor seu a Bourg-Saint-Andéol; en aquesta església hi ha un sarcòfag de marbre anomenat erròniament tomba de sant Andeol, que fou reutilitzat al segle xii per contenir les relíquies del sant. El sarcòfag es va perdre i fou retrobat el 1865 a l'església de Sant Policarp de Bourg-Saint-Andéol.

### Llegenda de Sant Aniol a Catalunya
Segons una llegenda, sense cap fonament històric, mentre Andèol predicava a la Gàl·lia, va començar la persecució als cristians i el missioner va fugir-ne: va travessar els Pirineus i es va refugiar a la vall d'Aguja (Alta Garrotxa). S'hi dedicà, retirat del món, a fer penitència i pregària, fins que uns bous que pasturaven van trobar-lo. Andeol va entendre llavors que Déu el cridava al seu ministeri i va deixar la vall, tornant al Vivarès, on havia predicat, on fou capturat i mort.
Al lloc on havia estat eremita es va aixecar l'ermita de Sant Aniol d'Aguja, que esdevingué lloc de pelegrinatge, especialment en l'aplec de Sant Aniol que té lloc anualment el dilluns de Pasqua Granada.
A banda, al sud de la comarca de la Garrotxa també es troba el poble i municipi de Sant Aniol de Finestres.